# U-Bahnhof Frankfurter Tor

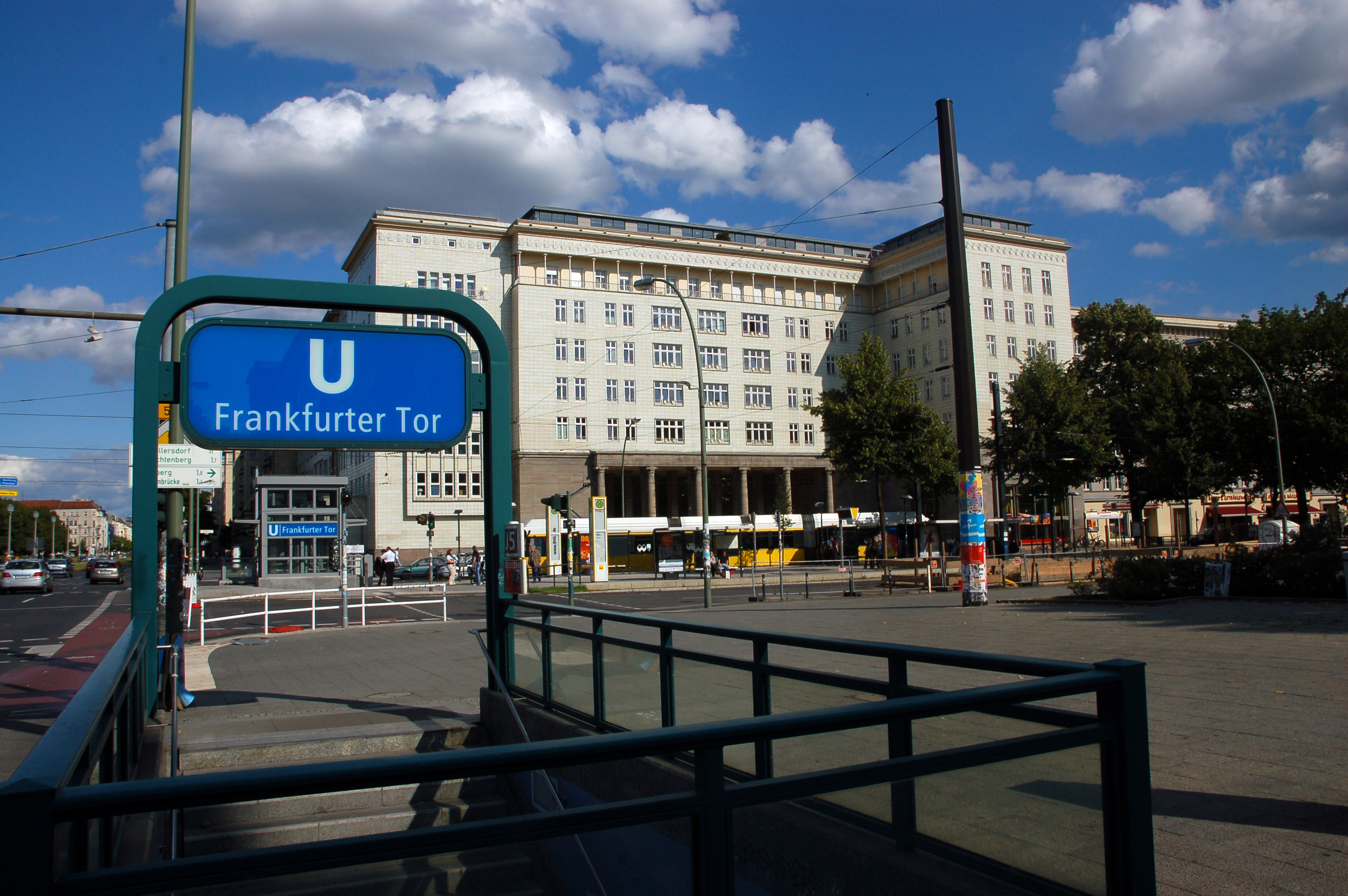
Eingang des U-Bahnhofs Frankfurter Tor

Der U-Bahnhof Frankfurter Tor ist eine Station der Berliner U-Bahn-Linie U5 im Ortsteil Friedrichshain. Er befindet sich unterhalb der Straßenkreuzung der Karl-Marx-Allee / Frankfurter Allee mit der Petersburger Straße / Warschauer Straße. Er ging am 21. Dezember 1930 bei der Eröffnung der damaligen Linie E unter dem Namen Petersburger Straße in Betrieb. Den heutigen Namen erhielt der Bahnhof aufgrund der Türme an der Kreuzung, die an das ehemalige Berliner Stadttor erinnern sollen, das sich allerdings weiter westlich in Höhe des U-Bahnhofs Weberwiese befand.

## Geschichte
Seit dem Bau der Berliner U-Bahn gab es Pläne für eine Linie unter der Großen Frankfurter Straße, der heutigen Karl-Marx-Allee, und der Frankfurter Allee. So plante die Hochbahngesellschaft, Betreiberin der ersten U-Bahn-Strecken, eine Linie vom U-Bahnhof Klosterstraße der damaligen Linie A zur Großen Frankfurter Straße auszufädeln. Dazu kam es jedoch unter anderem wegen des Ersten Weltkriegs nicht.
Nach 1918 ließ auch die Stadt Berlin selbst U-Bahn-Strecken bauen – zuvor waren sie privat finanziert. Nach der Fertigstellung der Linien C (jetzt: U6) und D (jetzt: U8) begannen im Mai 1927 die Bauarbeiten für eine neue Linie E (jetzt: U5), die nun unter der Großen Frankfurter Straße und der Frankfurter Allee bis nach Friedrichsfelde gebaut wurde. 

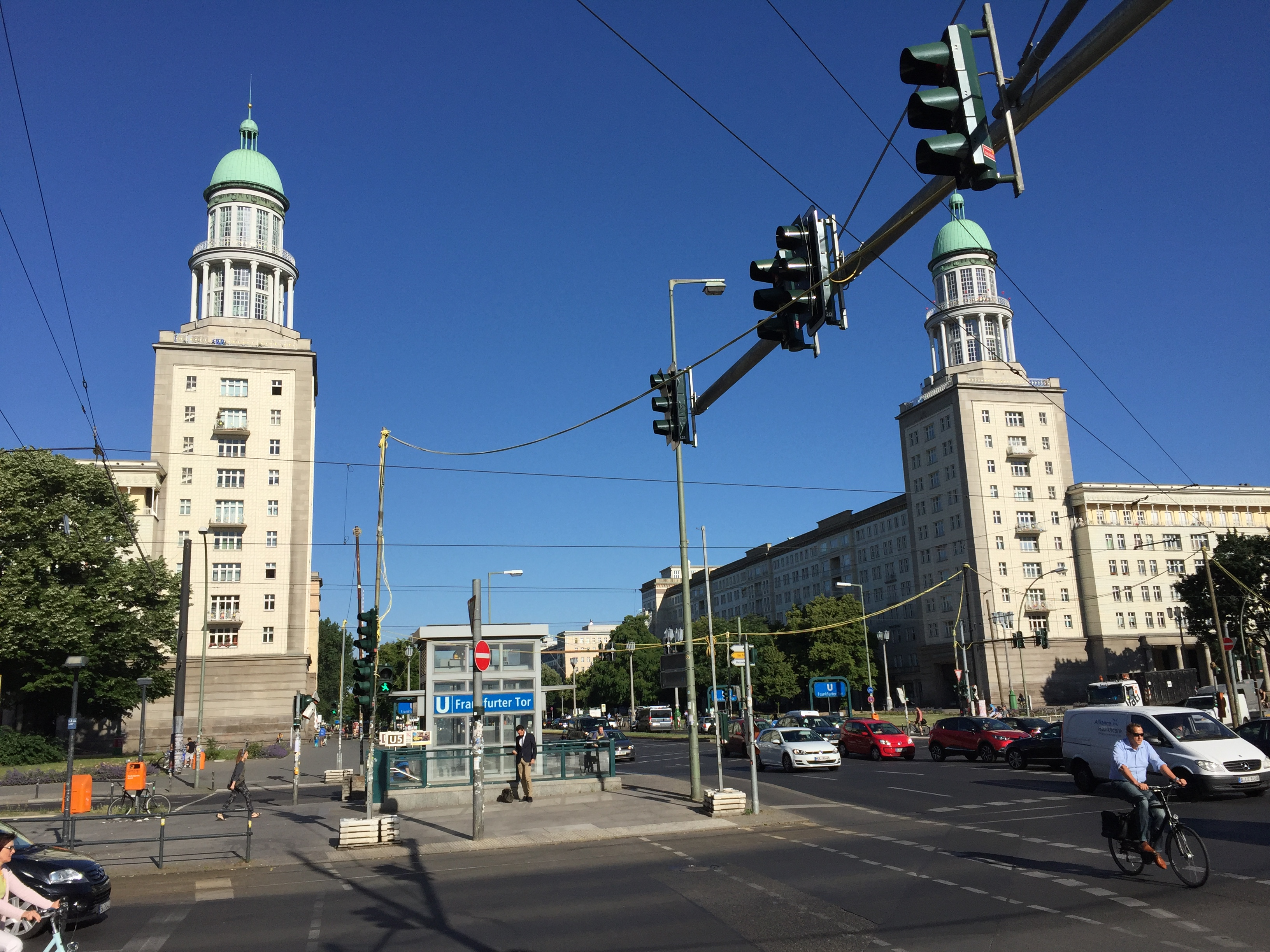
Eingang mit Frankfurter Tor

Im Zuge dieser Strecke ließ die Stadt Berlin zehn neue Bahnhöfe bauen, darunter auch die Station Petersburger Straße. Architekt des Bahnhofs war Alfred Grenander, der die gesamte Linie bis Friedrichsfelde gestaltete. Die Bahnhöfe gleichen einander in der Struktur, nur die Farbwahl war unterschiedlich. Grenander wählte als Farbe der Fliesen ein helles Blau für die Station Petersburger Straße, die sonst allerdings aus dem Rahmen fiel, da hier die Bahnsteige wesentlich breiter waren und eine doppelte Stützenreihe den Bahnhof vervollständigte. Der Grund hierfür war, dass die Stadt Berlin seinerzeit plante, die Hochbahnstrecke von der Warschauer Brücke unterirdisch bis zu diesem Bahnhof zu verlängern. Die gesamte Linie ging am 21. Dezember 1930 als letzte neue Strecke vor dem Zweiten Weltkrieg in Betrieb. 

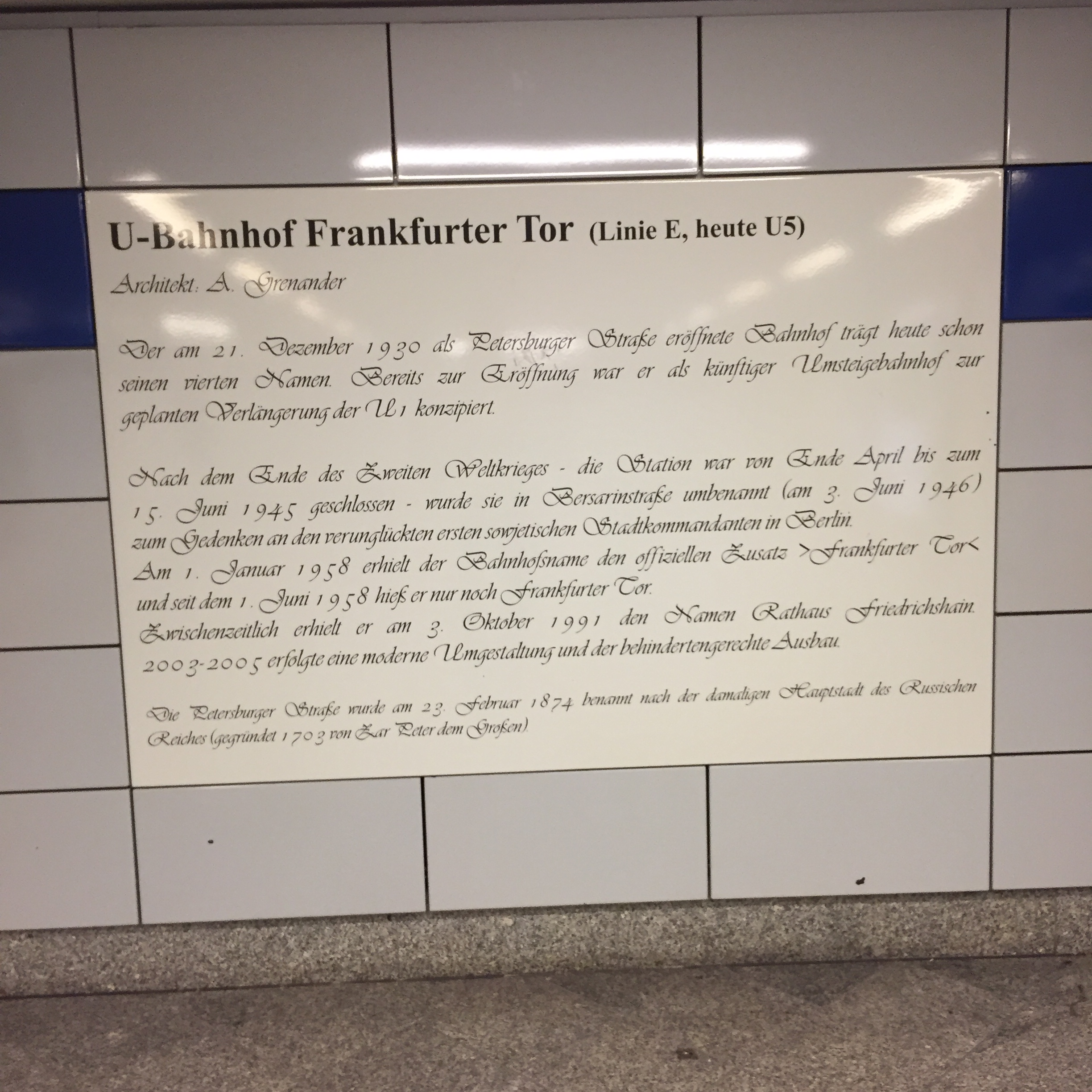
Infotafel im U-Bahnhof

Während des Krieges traf bereits am 21. Dezember 1940 bei alliierten Luftangriffen eine Fliegerbombe die Station, sodass der Bahnhof vorerst stillgelegt werden musste. Ein weiterer Bombentreffer folgte am 3. Februar 1945. Spätestens Mitte April 1945 wurde der Verkehr auf der Linie E eingestellt. Doch bereits am 16. Juni 1945 konnte trotz einiger Wasserschäden durch die Sprengung des Landwehrkanals ein provisorischer Pendelverkehr zum Bahnhof Lichtenberg aufgenommen werden, am 23. Juni war bereits die ganze Linie E wieder komplett. 
Am 16. Juni 1945 verunglückte der erste sowjetische Stadtkommandant Nikolai Bersarin in Berlin-Friedrichsfelde bei einem Motorradunfall; zu seiner Ehrung wurde 1946 die Petersburger Straße in Bersarinstraße umbenannt, was auch den Namen des U-Bahnhofs betraf. 1957 erhielt die oberirdische Kreuzung den Namen Frankfurter Tor nach den beiden Türmen, die wie ein Stadttor wirken sollen. Das eigentliche Frankfurter Tor der Berliner Zoll- und Akzisemauer hatte allerdings etwa 800 Meter weiter westlich gestanden. Der Umbenennung der Kreuzung schlossen sich die Ost-Berliner Verkehrsbetriebe an, so hieß die Station vorerst Bersarinstraße (Frankfurter Tor), doch noch im selben Jahr blieb nur noch Frankfurter Tor übrig. In den 1980er Jahren wurden die Wände in Hellblau neu verfliest.

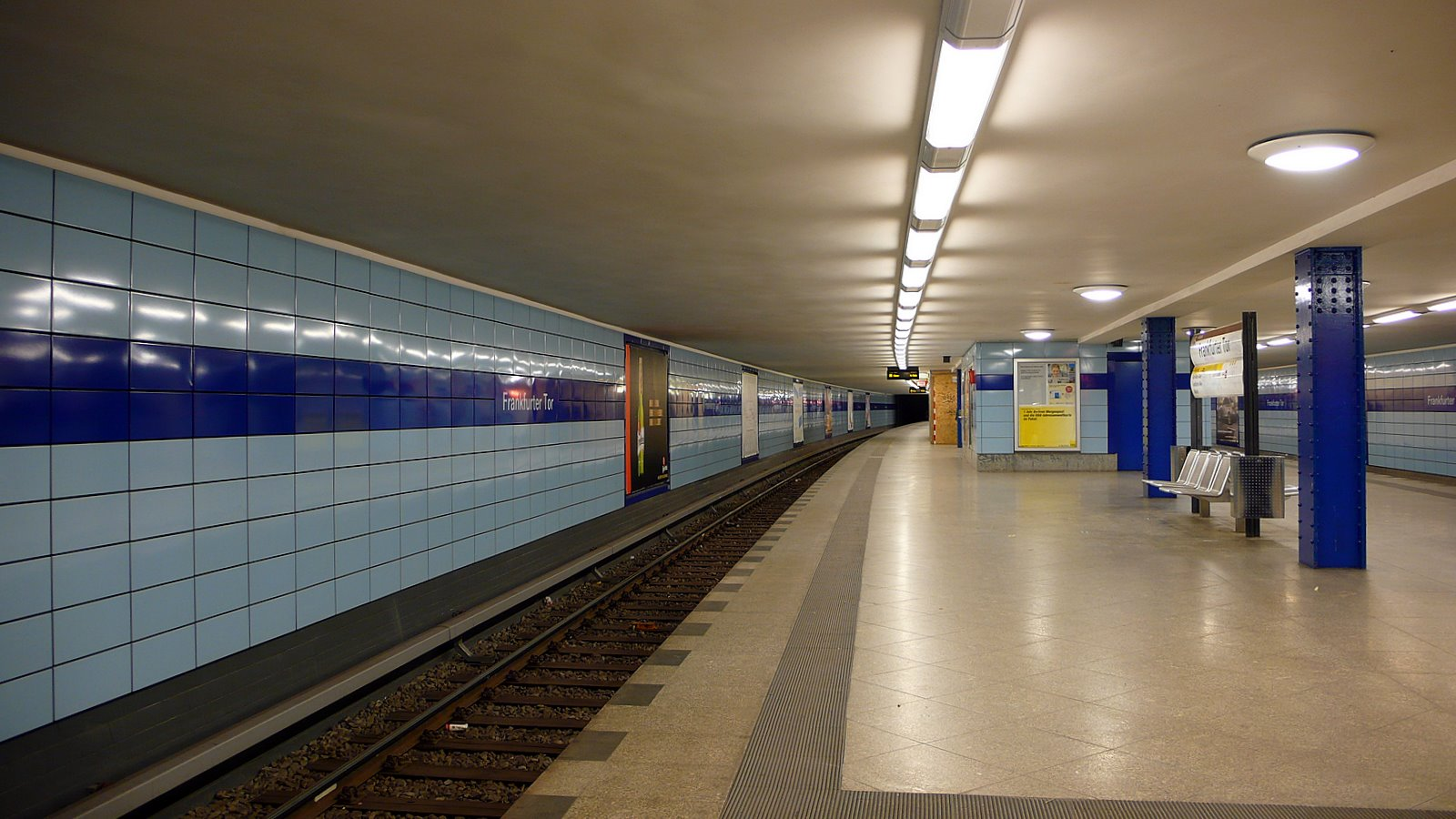
Bahnhof Frankfurter Tor seit der Sanierung im Dezember 2003

Trotz kontroverser Diskussionen wurde 1991 der Bahnhof nach dem in der Nähe gelegenen Friedrichshainer Rathaus in Rathaus Friedrichshain benannt. Begründet wurde dies mit der Verwechslungsgefahr mit dem Bahnhof Frankfurter Allee und damit, dass es üblich sei, Bahnhöfe nach in der Nähe liegenden Bezirksrathäusern zu benennen. Nachdem das Friedrichshainer Rathaus in einen Neubau am U-Bahnhof Samariterstraße umgezogen war, ließ die Senatsverwaltung den Bahnhof 1996 wieder in Frankfurter Tor zurückbenennen, noch im selben Jahr folgte wiederum eine Umbenennung in den ursprünglichen Namen Petersburger Straße. Seit 1998 trägt der Bahnhof wieder seinen heutigen Namen.
Da in der DDR-Zeit nur die Hintergleiswände modernisiert worden waren, war eine Komplettsanierung aller Bahnhöfe der U5 dringend nötig. Während einer Vollsperrung zwischen September und Dezember 2003 erhielt die Station ein neues Gewand. Die BVG ließ die Fliesenverkleidung durch vandalismusresistente, hell- und dunkelblaue Emaillebleche ersetzen. Der Asphaltbelag wurde gegen Granitplatten ausgetauscht und mit Blindenleitsystemen ausgestattet. Nur bei den Hintergleiswänden und Säulen orientiere sich die Sanierung am ursprünglichen Farbschema des Architekten Alfred Grenander.
Seit Anfang 2009 besitzt der Bahnhof einen Aufzug sowie einen neuen Zugang zum Mittelstreifen der Warschauer Straße mit einer Haltestelleninsel der Straßenbahn.

## Anbindung
Am U-Bahnhof bestehen Umsteigemöglichkeiten von der Linie U5 zu den Straßenbahnlinien M10 und 21 sowie zur Nachtlinie N5.
| Linie | Verlauf |
| ----- | --- |
|       | Hauptbahnhof – Bundestag – Brandenburger Tor – Unter den Linden – Museumsinsel – Rotes Rathaus – Alexanderplatz – Schillingstraße – Strausberger Platz – Weberwiese – Frankfurter Tor – Samariterstraße – Frankfurter Allee – Magdalenenstraße – Lichtenberg – Friedrichsfelde – Tierpark – Biesdorf-Süd – Elsterwerdaer Platz – Wuhletal – Kaulsdorf-Nord – Kienberg (Gärten der Welt) – Cottbusser Platz – Hellersdorf – Louis-Lewin-Straße – Hönow |